# Генрик Скаржинський
Генрик Скаржинський (пол. Henryk Skarżyński, 3 січня 1954, Росохате Костельне, Польща) — польський лікар, оториноларинголог, аудіолог, фоніатр, творець і директор Варшавського інституту фізіології і патології слуху і Міжнародного центру слуху і мови в Каєтанах.

## Біографія
Професор Скаржинський — автор і співавтор численних наукових робіт, науковий керівник докторських дисертацій, член наукових міжнародних асоціацій. Це перший хірург в Польщі, який виконав кохлеарну імплантацію (1992), повертаючи можливість чути дорослій людині з частковою глухотою. Автор програми лікування часткової глухоти у пацієнтів з кохлеарними імплантатами (PDT), яку він провів вперше в світі на дорослій людині в 2002 році і на дитині в 2004 році.

## Наукова кар'єра
- 1979 — випускник Медичного факультету Варшавського медичного університету
- 1983 — кандидат медичних наук
- 1989 — доктор медичних наук
- 1993 — позаштатний професор (лат. professor extraordinarius) Варшавського медичного університету
- 1995 — професор медичних наук
- 2011 — доктор honoris causa Академії спеціальної освіти ім. Марії Гжегоровської у Варшаві

## Досягнення

### Професійні
- 1992 — Впровадження в Польщі програми лікування глухоти з використанням кохлеарної імплантації.[7]
- 1998 — Впровадження в Польщі програми лікування глухоти і ракових змін з використанням стовбуровомозкової імплантації.
- 1998 — Впровадження в Польщі програми раннього виявлення порушень слуху у новонароджених дітей і немовлят.
- 1999 — оригінальна програма загальних досліджень слуху, мови і зору по Інтернету.
- 12 липня 2002 — перша в світі операція кохлеарної імплантації дорослого пацієнта з частковою глухотою.[7]
- 2003 — перша в Польщі операція кохлеарної імплантації середнього вуха. Кілька десятків нових клінічних процедур.
- Вересень 2004 — перша в світі операція дитини з частковим порушенням слуху.[8]

### Наукові
- 2001 — розробка оригінальних способів реконструктивної хірургії середнього вуха з використанням аллопластичних матеріалів (скляні іономіри)[9]
- 2002 — розробка нових приладів для обстеження та діагностики — аудіометр Kuba Mikro[10]
- 2002 — розробка PDCI (Partial Deafness cochlear implantation — кохлеарної імплантації часткової глухоти) — унікальний метод лікування часткової глухоти (PDT — Partial Deafness Treatment — лікування часткової глухоти), який дозволяє поліпшити якість слуху, використовуючи кохлеарний імплантат, зберігаючи наявний раніше слух.[11]

### Медичні
- 2000 — розробка за завданнями міністра охорони здоров'я оригінальних комп'ютерних програм ранньої діагностики порушень слуху, мови і зору.[12]
- 2004 — розробка програм телемедицини: Клініка Домашньої Реабілітації[13]
- 2005 — розробка нових пристроїв для універсального скринінгу слуху — Аудіометр S (Audiometer S)
- 2005 — перше з'єднання імплантату і слухового апарату в одному вусі
- 2007 — Telefitting — розробка першої в світі системи постійного дистанційного контролю над роботою і можливостями установки імплантату пацієнтам в якому завгодно місці їхнього перебування.
- 2009 — розвиток першого в світі пристрою «Платформа Досліджень Органів Почуттів», який оцінює порушення слуху, мови і зору за допомогою скринінгу[14]

### Організаційні
- 1993 — Засновник Діагностико-Медичного Реабілітаційного центру для глухих і слабочуючих людей «Cochlear Center» — другий такого роду центр в Європі[15]
- 1996 — Творець і директор Інституту фізіології та патології слуху у Варшаві[16]
- 2003 — Творець і засновник Міжнародного Центру слуху та мовлення у Каєтанах[13]
- 2008 — перша в світі двостороння стовбуровомозкова імплантація[17]
- 2010 — організатор Міжнародного Центру лікування часткової глухоти у Каєтанах[18]

## Нагороди, відзнаки та почесті
- 1983–2000 чотириразова нагорода ректора Варшавського медичного університету.
- 1983 — Наукова нагорода керівництва Польського товариства отоларингологів-хірургів голови і шиї ім. проф. Яна Медонського
- 1985 — Нагорода в Національному Польському Науковому Конкурсі ім. Титуса Халубінського
- 1993
  - Нагорода Польського Бізнес-Клубу Професору Генрику Скаржинському «Подія в медицині 1992»
  - Титул «Житель міста Варшава 1992» («Warszawiak Roku 1992»), надана професору Генрику Скаржинському читачами Вечірнього Експресу і телеглядачами Варшавського Телевізійного Центру
- 1994 — Нагорода «Почесний Срібний Туз» («Honorowy Srebrny As»), присуджена Polish Promotion Corporation
- 2000 — Нагорода Комітету Наукових Досліджень та телевізійного наукового журналу «Протон» за видатні наукові досягнення.
- 2000 — Орден Відродження Польщі
- 2002 — «Eskulap 2001»: нагорода в категорії «лікар-спеціаліст» Мазовецького воєводства, присуджена Польською Національною Мережею Медичної Інформації і Мазовецькою Касою Хворих
- 2003
  - Нагорода ректора гірничопромислово-металургійної Академії ім. С. Сташица в Кракові «Стійкий Слід» («Trwały Ślad») за особливі досягнення в охороні здоров'я
  - Нагорода міста Варшава у визнанні заслуг для столиці Республіки Польща, присуджена мерією міста Варшава
  - Медаль і титул Новаторство за подання на Міжнародному Ярмарку Економічних і Наукових Нововведень INTARG 2003 нове рішення під назвою «Скринінг Пристрій Kuba — Mikro», присвоєні журі конкурсу.
- 2004
  - Медаль «Gloria Medicinae», присвоєна Головою Польської Медичної Асоціації.
  - Диплом «Красивіша Польща» («Piękniejsza Polska») Руху «Красивіша Польща» під патронатом Президента Польщі Олександра Кваснєвського
  - Диплом «Успіх Року 2004» — лідер Медицини в області охорони здоров'я, присвоєний видавництвом Termedia
- 2005
  - Офіцерський Хрест «Merite de I'Invention» Королівства Бельгії
  - Нагорода Довіри «Золотий Отіс 2004»
- 2007
  - Спеціальна Нагорода «Людина Року 2007 в охороні здоров'я»
  - Титул «Людина Успіху 2006»
- 2008
  - Диплом Міністерства Освіти і Науки Румунії, присвоєний під час Brussels Expo — INNOVA 2008
  - Офіцерський Хрест «Labor Improdus Omnia Vincit» за наукові досягнення, присвоєний на Expo Brussels — INNOVA 2008
  - Командна нагорода I ступені
- 2009
  - Нагорода «Золотий Скальпель 2008»
  - Нагорода «Bene Meritum»
- 2010
  - Почесний Громадянин Міста Варшава
  - «Оскар Польського Бізнесу XX»
  - Диплом на XLIV Конгресі Польського Товариства оториноларингологів-хірургів голови і шиї
  - «Золотий Скальпель 2010»
  - Український Орден За Заслуги (за видатні досягнення в розвитку польсько-українських відносин)
- 2011
  - Медаль «За Заслуги Варшавського Музичного Університету ім. Фредеріка Шопена»
  - П'ятий в Списку Ста найвпливовіших людей охорони здоров'я 2010
  - Медаль Почесті, присвоєна Михайлом Саакашвілі (Грузія)
  - Медаль ім. проф. Титуса Халубінського
  - Нагорода Ecce Homo[19][20]

- 2013
  - Хрест «Pro Ecclesia et Pontifice»[21]
- 2023
  - Почесна відзнака «За заслуги у захисті прав людини»